# Becán
Pour les articles homonymes, voir Becan.
Becán est un site archéologique maya situé dans l'état de Campeche au Mexique, à 150 km au nord de Tikal.
Le site a été découvert en 1934. Ses origines remontent au Préclassique moyen. Au classique ancien, le centre de Becán a été entouré d'un système défensif ovale composé d'un fossé et d'un talus d'une hauteur de 5 m, percé de sept passages.